# Adamowo-Zastawa
Adamowo-Zastawa – wieś w Polsce położona w województwie podlaskim, w powiecie siemiatyckim, w gminie Mielnik. W niewielkiej odległości przepływa rzeka Bug.
W latach 1975–1998 miejscowość administracyjnie należała do województwa białostockiego.